# Sibaviatrans
Sibiaviatrans est une compagnie aérienne russe basée à Krasnoïarsk. Elle officie depuis le 23 février 1995 à travers la russie.

## Code data
- Association internationale du transport aérien AITA Code : 5M
- Organisation de l'aviation civile internationale OACI Code : SIB
- Nom d'appel : Sibavia

## Alliance
- Membre d'AiRUnion alliance entre compagnies russe comprenant :

- Domodedovo Airlines
- KrasAir
- Omskavia Airlines
- Samara Airlines

## Flotte
La compagnie exploite différents types d'avions d'origine russe : 
- 5 Antonov An-24
- 1 Antonov An-32
- 4 Tupolev Tu-134A
- 1 Tupolev Tu-154B-2
- 1 Yakovlev Yak-40
- 1 Yakovlev Yak-40K